# Filip Veger
 Filip Veger  (nacido el 21 de diciembre de 1994) es un tenista profesional croata.

## Carrera
Su mejor ranking individual es el Nº 540 alcanzado el 31 de marzo de 2014, mientras que en dobles logró la posición 557 el 07 de abril de 2014.
No ha logrado hasta el momento títulos de la categoría ATP ni de la ATP Challenger Tour, aunque sí ha obtenido varios títulos Futures tanto en individuales como en dobles.